# Roszczenia posesoryjne
Roszczenia posesoryjne – sądowa, podstawowa ochrona posiadania. W Polsce zapewnia ją Kodeks cywilny. Zgodnie z art. 344 Kodeksu, posiadaczowi, którego posiadanie zostało naruszone, przysługują tzw. roszczenia posesoryjne, na które składają się:
- roszczenie o przywrócenie stanu poprzedniego
- roszczenie o zaniechanie naruszeń.

Roszczenie takie nie jest zależne od dobrej wiary posiadacza, ani od zgodności posiadania ze stanem prawnym. Cechą charakterystyczną roszczeń posesoryjnych jest to, że służą one każdemu posiadaczowi, niezależnie od charakteru posiadania.
Wyrok w procesie posesoryjnym ma charakter tymczasowy, gdyż nie rozstrzyga o prawie do rzeczy, a jedynie o jej posiadaniu. Ze względu na tymczasowość wyroku posesoryjnego, sąd ogranicza badanie sprawy do ustalenia ostatniego stanu spokojnego posiadania i faktu jego naruszenia.
Z racji swej tymczasowości roszczenie posesoryjne powinno być realizowane szybko przez posiadacza; jest to roszczenie krótkie, roczne, termin zawity liczony jest od chwili naruszenia. Po upływie tego terminu roszczenie wygasa.
Roszczenia posesoryjne stosuje się odpowiednio do zwierząt.